# 3920 Aubignan
3920 Aubignan este un asteroid descoperit pe 28 noiembrie 1948 de Sylvain Arend.